# Wolfram Kühn (Radsportler)
Wolfram Kühn (* 30. September 1950 in Groß Schönebeck) ist ein deutscher ehemaliger Radsportler und -trainer. Mit dem Radsport begann er bei der BSG Lok Bernau, wechselte später zur BSG Stahl Eisenhüttenstadt, bevor Kühn Mitglied des SC Turbine Erfurt wurde.

## Leben
1972 war Wolfram Kühns erfolgreichstes Jahr als Rennfahrer: Er wurde Dritter der Friedensfahrt und nahm am Straßenrennen bei den Olympischen Spielen in München teil, das er allerdings aufgrund zweier Stürze nicht beendete. 1975 wurde er bei DDR-Meisterschaften Zweiter im Mannschaftszeitfahren und 1976 Dritter im Kriterium. Weitere Teilnahmen an Friedensfahrten folgten.
1973 wurde er 18., 1974 19., 1975 36. Das Traditionsrennen Berlin-Angermünde-Berlin (Erich-Schulz-Gedenkrennen) konnte er 1975 für sich entscheiden.
1975 siegte er im Auswahlrennen Rund um Langenau. In der Tour de Bohemia 1975 holte er einen Etappensieg.
Aufgrund einer Verletzung konnte er sich nicht für die Teilnahme an der Qualifikation zu den Olympischen Spielen 1976 qualifizieren.
1976 wurde Kühn Trainer des SC Turbine Erfurt an der Erfurter Radrennbahn Andreasried. Der von ihm trainierte Bahn-Vierer wurde 1988 Olympiasieger in Seoul sowie 1989 und 1990 jeweils Weltmeister.

## Berufliches
Wolfram Kühn absolvierte eine Ausbildung zum Schlosser. Er leitet zwei Erfurter Fahrradfachgeschäfte und fährt in seiner Freizeit auch Rennrad.